# Anton Reichling
Anton Joannes Bernardus Nicolaas Reichling (Nijmegen, 9 juli 1898 - Amsterdam, 25 mei 1986) was een Nederlandse taalkundige en hoogleraar aan de Amsterdamse universiteit.

## Levensloop en werkzaamheden
Geboren in een middenstandsmilieu volgde de jonge Reichling na de lagere school te Nijmegen een handelsopleiding via Mulo, Canisiuscollege en een jaar Handelshogeschool te Rotterdam. In september 1918 evenwel trad hij, na enige voorbereidende studie klassieke talen, toe tot de jezuïetenorde. Na zijn noviciaat, junioraat en filosofie-opleiding aldaar studeerde hij Nederlandse letteren aan de universiteit van Utrecht, waar C.G.N. de Vooys een van zijn leermeesters was en later zijn promotor.
Hij begon al vroeg met de publicatie van kritisch proza, recensies en artikelen van literaire en kunstkritische aard. Ook verkeerde hij in het actieve jeugdige rooms-katholieke circuit van Pieter van der Meer de Walcheren. In 1935 promoveerde hij op het “baanbrekende” werk Het woord: een studie omtrent grondslag van taal en taalgebruik  (herdrukt in 1967). In 1938 werd hij privaat-docent aan de Gemeentelijke Universiteit van Amsterdam in ‘de theorie van de taal, in het bijzonder hoofdstukken uit de psychologie en filosofie van de taal’. 
Tijdens de latere oorlogsjaren verdiepte hij zich in het doveninstituut te St. Michielsgestel in het taalgebruik van doven. Daarbij verwierf hij de kennis die hij heeft door kunnen geven aan zijn leerling en toen ook ordegenoot Bernard Tervoort, de latere hoogleraar en grondlegger van het wetenschappelijk onderzoek naar gebarentaal en voorvechter voor de erkenning daarvan. 
Reichling was in 1947 medeoprichter van het internationale tijdschrift Lingua. 
Van 1949 tot zijn emeritaat in 1968 was hij hoogleraar Algemene Taalwetenschap aan de Amsterdamse universiteit. Vervolgens doceerde hij daar nog tot 1971 taalfilosofie aan de Centrale Interfaculteit.
In 1937 was Reichling na het afsluiten van zijn theologische studie tot priester gewijd. In 1949 trad hij uit de jezuïetenorde en huwde hij met Angèle Zufang. Het echtpaar kreeg drie kinderen.
Na een jaren durende ziekte overleed Reichling in 1986. 